# Sakuramachi

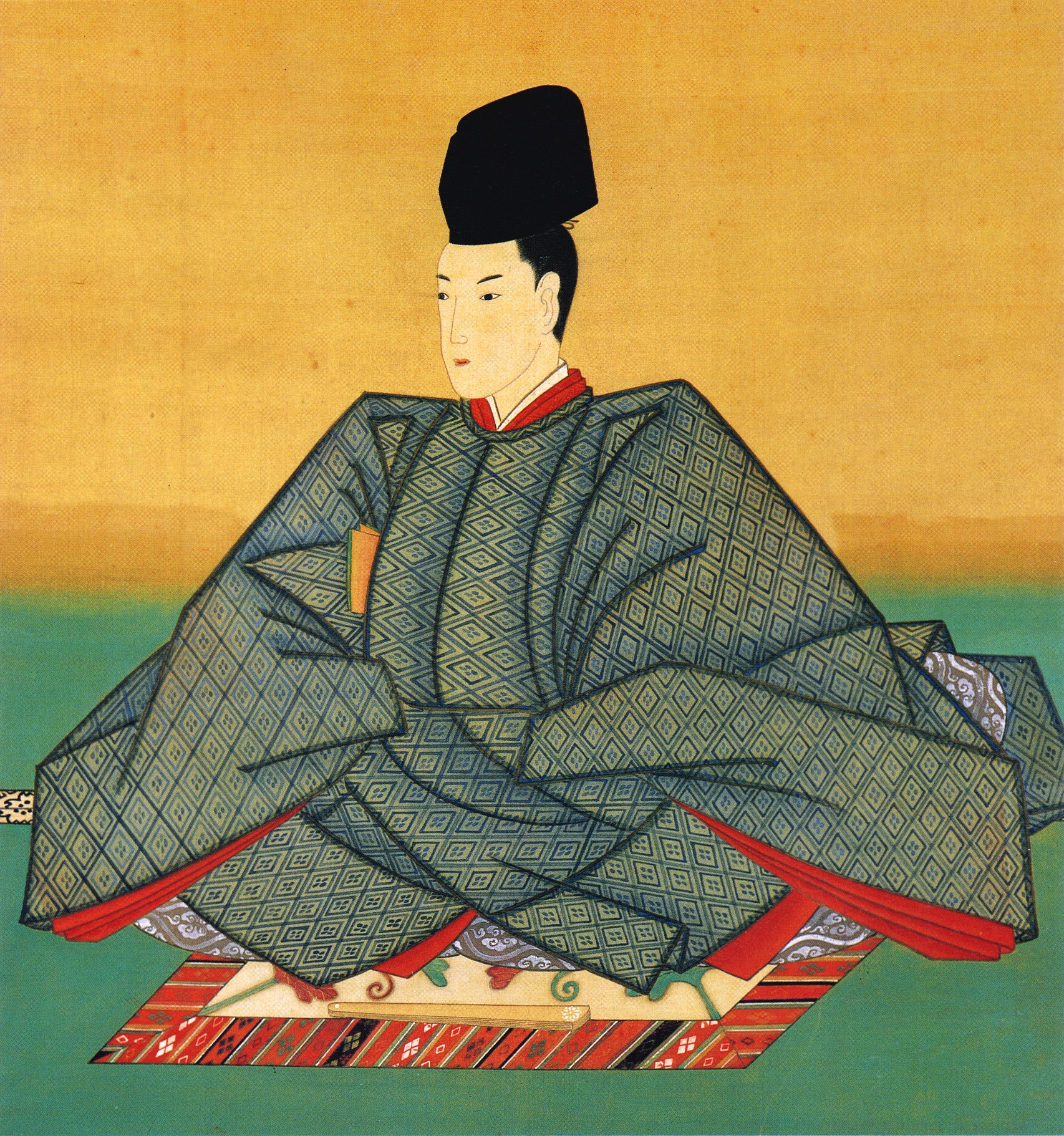
Sakuramachi

Sakuramachi (jap. 桜町天皇, Sakuramachi-tennō; * 8. Februar 1720; † 28. Mai 1750) war der 115. Tennō von Japan. Sein Eigenname lautete Teruhito (照仁).

## Leben
Sakuramachi war der Sohn von Kaiser Nakamikado und Konoe Hisako (近衛 尚子). Er regierte von 1735 bis 1747.  Die eigentliche Macht in Japan lag jedoch bei den Tokugawa-Shōgunen in Edo.
Sakumarachi war mit Kaiserin  Nijō Ieko (二条 舎子) und Anekōji Sadako (姉小路 定子) verheiratet. Er hatte einen Sohn und zwei Töchter, zwei seiner drei Kinder bestiegen den Thron: sein Nachfolger Kaiser Momozono und seine Tochter Kaiserin Go-Sakuramachi. Sein Grab befindet sich in Tsukinowa no misasagi (月輪陵).